# Léna Plátonos
Pour les articles homonymes, voir Plátonos.
Léna Plátonos (grec moderne : Λένα Πλάτωνος ; née le 21 octobre 1951) est une musicienne grecque, pianiste et compositrice de musique électronique. Elle occupe un rôle de premier plan sur la scène de musique électronique dans les années 1980, et son travail constitue une source d'inspiration pour la musique électronique grecque des décennies suivantes.

## Biographie

### Jeunesse
Née à Héraklion, en Crète, en 1951, Plátonos est la fille de Georges Pláton et d'Antigone Astrinaki, mais grandit à Athènes. Son père est un compositeur bien connu et premier pianiste à l'Opéra national grec. Léna Plátonos commence à jouer du piano à l'âge de deux ans et reçoit ensuite des leçons de son père.

### Études
Elle étudie au Conservatoire d'Athènes sous la direction de Phoebe Vallinda et de Marika Papaïoánnou, et devient pianiste professionnelle à l'âge de dix-huit ans. En 1963, elle remporte le premier prix du concours Katie Papaïoánnou. Avec une bourse d'études, elle part à l'étranger, d'abord à l'Académie viennoise, puis à Berlin, où elle entre en contact avec le rock, de jazz et la musique orientale. Elle retourne en Grèce sous la dictature et coopère avec Héraclès Triantaphyllidis and the DNA band, retourne à Berlin en 1975 et rentre finalement, en 1978. Avec son mari Dimítris Marangópoulos, elle commence à travailler avec la Troisième chaîne des radios grecques, où elle fait également la connaissance de Mános Hadjidákis, qui est alors directeur de la Troisième. Avec Hadjidákis, elle développe de longues relations professionnelles et des relations amicales. Elle prend part à la production de l'émission Lilipoúpoli, où elle écrit les paroles et compose la musique. Ses compositions sont pour la plupart les chansons les plus connues de l'émission, tels que Roza-Rozalia et La danse des Pois.

## Œuvre
- Gallop[4] (1985)